# Heidestraße 18, Salzmannstraße 24 (Magdeburg)

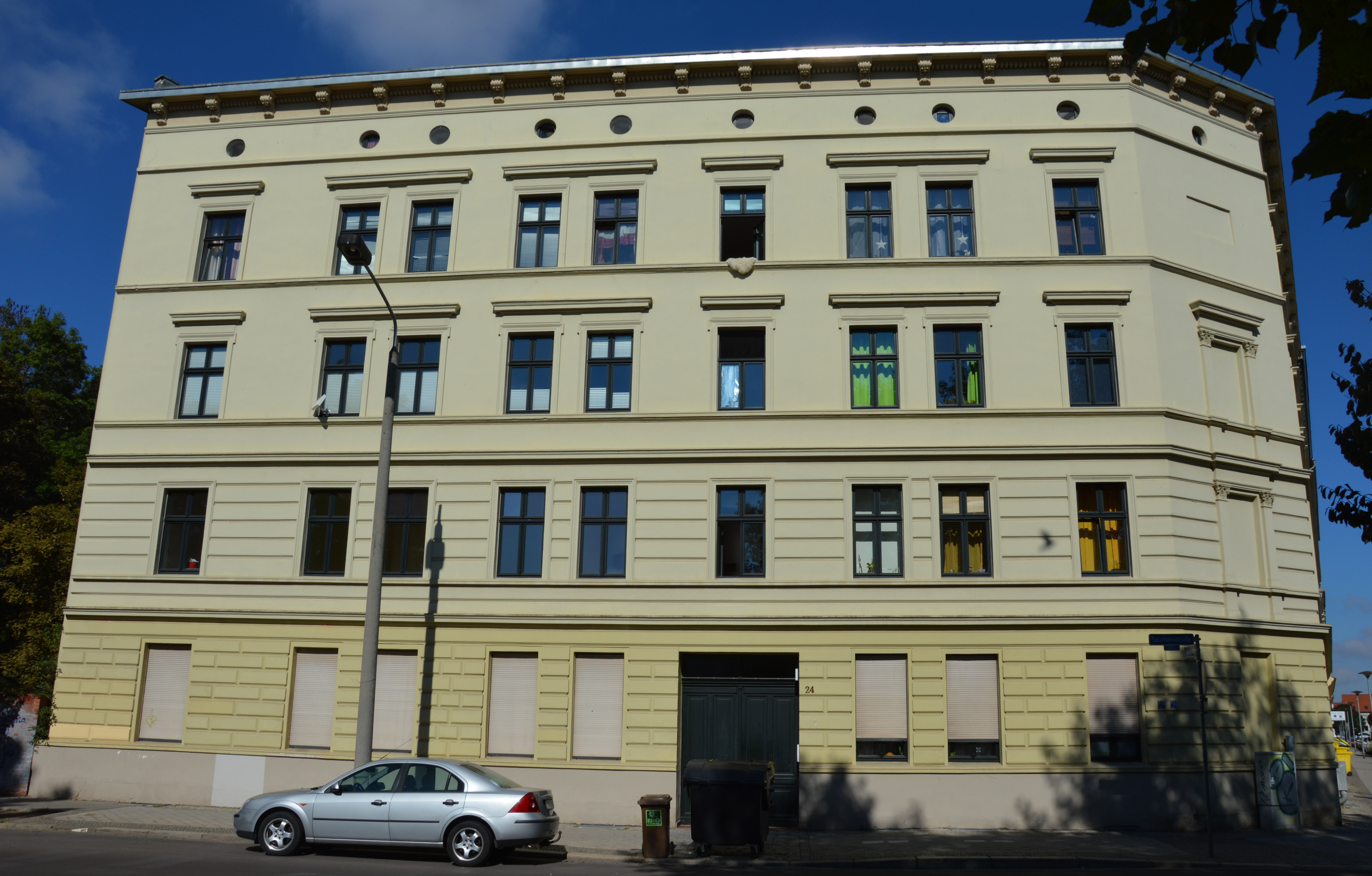
Haus Heidestraße 18, Salzmannstraße 24, Fassade zur Salzmannstraße

Das Haus Heidestraße 18, Salzmannstraße 24 ist ein denkmalgeschütztes Gebäude in Magdeburg in Sachsen-Anhalt.

## Lage
Es befindet sich in einer Ecklage an der Einmündung der Heidestraße auf die Salzmannstraße im Stadtteil Sudenburg. Nordwestlich grenzt das gleichfalls denkmalgeschützte Haus Heidestraße 17 an.

## Architektur und Geschichte
Das viereinhalbgeschossige Wohnhaus wurde im Jahr 1891 für den Holzhändler Friedrich Klaus errichtet. Der repräsentativ gestaltete verputzte Bau ist an der Fassade im Bereich der Fenster mit einem einfachen Stuckdekor im Stil des Spätklassizismus verziert. Die Fassade ist durch Rustizierung und Gesimse gegliedert. Das Gebäude verfügt über ein mit Okuli versehenen Mezzaningeschoss. Das Dach kragt etwas vor und ruht auf Konsolsteinen.
Der Bau gilt als städtebaulich bedeutend und als Teil einer vollständig erhaltenen gründerzeitlichen Straßenzeile prägend für das Straßenbild.
Im örtlichen Denkmalverzeichnis ist das Wohnhaus unter der Erfassungsnummer 094 82023 als Baudenkmal verzeichnet. Vermutlich versehentlich wird das Haus darüber hinaus auch unter der Adresse Salzmannstraße 24 mit der Erfassungsnummer 094 77007 geführt.